# Sjlisselburg
Sjlisselburg (russisk: Шлиссельбург, tr. Sjlisselburg, tysk: Schlüsselburg, finsk: Pähkinälinna eller Lyyssinä, svensk: Nöteborg) er en by ved floden Nevas udløb fra Ladoga i Kirovskij rajon, Leningrad oblast i Den Russiske Føderation. Sjlisselburg har 13.850(2024) indbyggere, og ligger knapt 50 km øst for Sankt Petersborg.

## Historie
Ifølge en legende er byen grundlagt af svenskeren Torgils Knutsson i 1299. Sjlisselburg (Nöteborg) har skiftevis har været under svensk og russisk kontrol. Ifølge russiske kilder blev byen først grundlagt i 1323 fyrst Jurij af Moskva.
Dele af den gamle by samt fæstningen er bevaret og optaget på UNESCOs verdensarvsliste.